# カンダブ水路
カンダブ水路（カンダブすいろ、英語: Kadavu Passage）は、南太平洋フィジーの最大の島、ビティレブ島とその南に位置するカンダブ島との間の海峡（水路）である。バトゥレレ島（Vatulele Island）、ムベンガ島（Mbengga Island）やグレート・アストロレイブ・リーフ（Great Astrolabe Reef）がある。